# Micromus myriostictus
Micromus myriostictus är en insektsart som beskrevs av C.-k. Yang et al in Huang et al. 1988. Micromus myriostictus ingår i släktet Micromus och familjen florsländor. Inga underarter finns listade i Catalogue of Life.